# Opanci (Lovreć)
Opanci je naselje u općini Lovreć, u Imotskoj krajini, Splitsko-dalmatinskoj županiji.

## Zemljopis
Naselje se nalazi jugo-zapadno od Lovreća (naselja). 

## Poznate osobe
- fra Josip Olujić, hrvatski franjevac, atomski fizičar, seizmograf, arheolog i paleontolog, žrtva jugokomunističkih progona Katoličke Crkve
- Mate Šimundić, hrvatski jezikoslovac

## Stanovništvo
| broj stanovnika | 635   | 780   | 889   | 1051  | 1163  | 1327  | 1422  | 1338  | 1396  | 1235  | 1153  | 1110  | 885   | 671   | 469   | 321   | 258   |
|                 | 1857. | 1869. | 1880. | 1890. | 1900. | 1910. | 1921. | 1931. | 1948. | 1953. | 1961. | 1971. | 1981. | 1991. | 2001. | 2011. | 2021. |